# Mart van Schijndel
Martinus Antonius Aloysius (Mart) van Schijndel (Hengelo, 21 juni 1943 – Utrecht, 30 september 1999) was een Nederlands architect en vormgever.

## Leven en werk
Van Schijndel sloot zijn opleidingen tot meubelontwerper, bouwkundige en interieurarchitect in 1967 af met het eindexamen aan de Gerrit Rietveldacademie te Amsterdam, met als vakgebied Architectonische Vormgeving. In 1968 vestigde hij zijn architectenbureau in Utrecht.
Aanvankelijk ontwierp Van Schijndel voornamelijk voor de culturele sector en verzorgde hij verbouwingen voor particulieren, veelal in een historische context. Zijn conceptuele werkwijze paarde hij aan technische inventiviteit. Zijn bureau specialiseerde zich in het opwaarderen van bestaande gebouwen, soms gecombineerd met nieuwbouw. Vaak ontwierp Van Schijndel ook meubels en verlichting voor deze projecten. Tussen 1974 en 1993 was hij docent aan de Academies van Bouwkunst in Arnhem en Amsterdam, alsook aan de kunstacademies van Utrecht en Rotterdam. Als gastdocent hield hij voordrachten aan de TU Delft en de TU Eindhoven. Vanaf 1983 was Van Schijndel als hoofddocent en vanaf 1987 als hoogleraar voor 'Grundlagen der Möbel-entwicklung' en 'Entwerfen verbonden aan de afdeling architectuur van de Fachhochschule te Düsseldorf.
Van Schijndels architectonische werk is door zijn echtgenote Natascha Drabbe als volgt omschreven:
"Zijn architectuur is niet alleen bepaald door de begrippen ruimte en vorm, maar ook door de poëzie die ontstaat door de samenstelling der delen, de geconstrueerde totaliteit. Binnen de Nederlandse traditie heeft zijn werk een ongebruikelijke uitstraling; literaire en poëtische aspecten vermengen zich met een bijna Japanse sfeer van eenvoud en raffinement, met daarnaast een mediterraan gebruik van kleur en licht".
Van de producten die Van Schijndel voor de inrichting van zijn gebouwen ontwierp, verwierven de Delta vaas (producent Meike van Schijndel) en aluminium stapelstoel Fulfil (producent Lensvelt), internationale bekendheid. Voor zijn verlichtingsarmaturen, glasservies en Delta vaas ontving hij diverse internationale prijzen. Deze ontwerpen zijn vertegenwoordigd in de museumcollecties van onder meer het MoMA in New York, de Neue Sammlung in München en het Stedelijk Museum te Amsterdam.
Van Schijndel overleed eind september 1999 op 56-jarige leeftijd na een korte ziekte, kort na zijn benoeming tot Ridder in de Orde van de Nederlandse Leeuw. Na zijn overlijden werd het bureauarchief aan het Nederlands Architectuurinstituut in Rotterdam overgedragen.

## Privé
Van Schijndel was gehuwd met Natascha Drabbe. Zijn dochter uit zijn huwelijk met Jetta Ernst, Meike van Schijndel, trad in zijn voetsporen en is (grafisch) vormgeefster.

## Nalatenschap

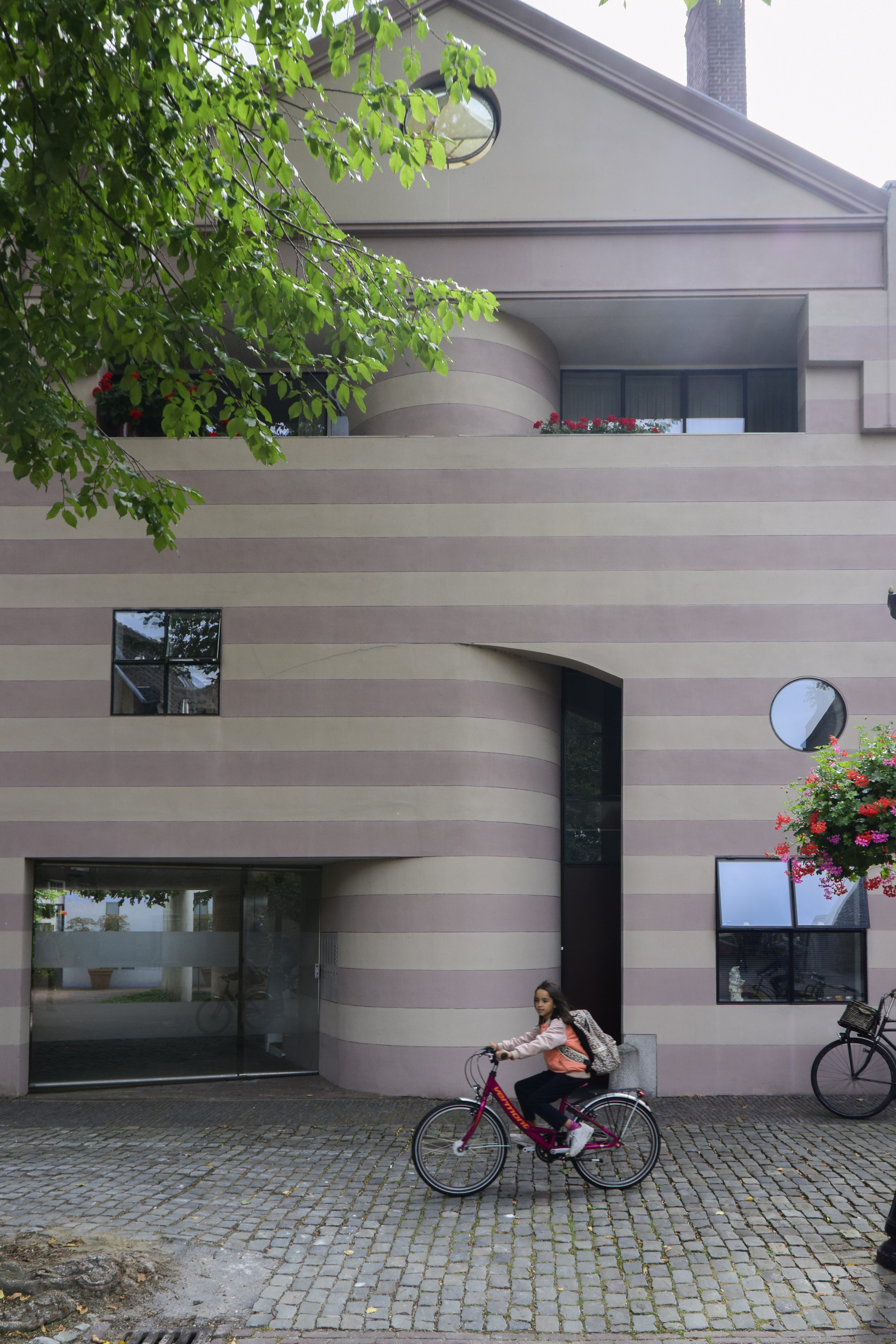
Appartementen Pieterskerkhof, Utrecht (verbouwing, 1995). Op een binnenterrein erachter is het Van Schijndelhuis (1992) gesitueerd.

Het Van Schijndelhuis (1992) aan het Utrechtse Pieterskerkhof dat hij voor zichzelf ontwierp en waarvoor hij in 1995 de Rietveldprijs ontving, werd in september 1999 door de gemeente Utrecht op de gemeentelijke monumentenlijst geplaatst. Het huis kan iedere eerste zondag van de maand op afspraak voor een rondleiding worden bezocht en wordt ingezet als bijzondere locatie voor culturele activiteiten en bijeenkomsten.
Om het gedachtegoed van Van Schijndel levend te houden en het Van Schijndelhuis in stand te kunnen houden werd in 2008 de Stichting Mart van Schijndel opgericht.

## Werk (selectie)

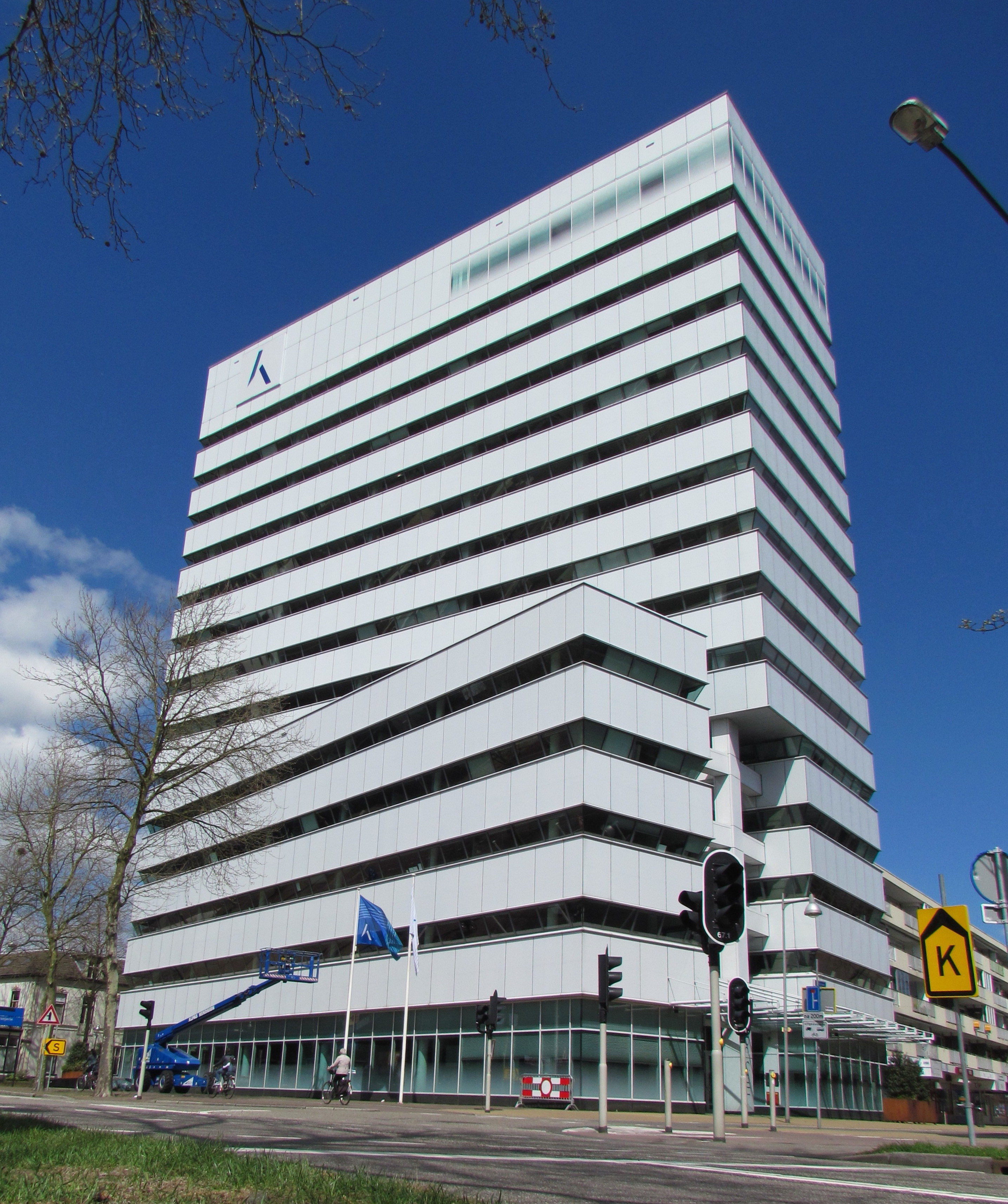
Kantoorflat Kadaster, Apeldoorn

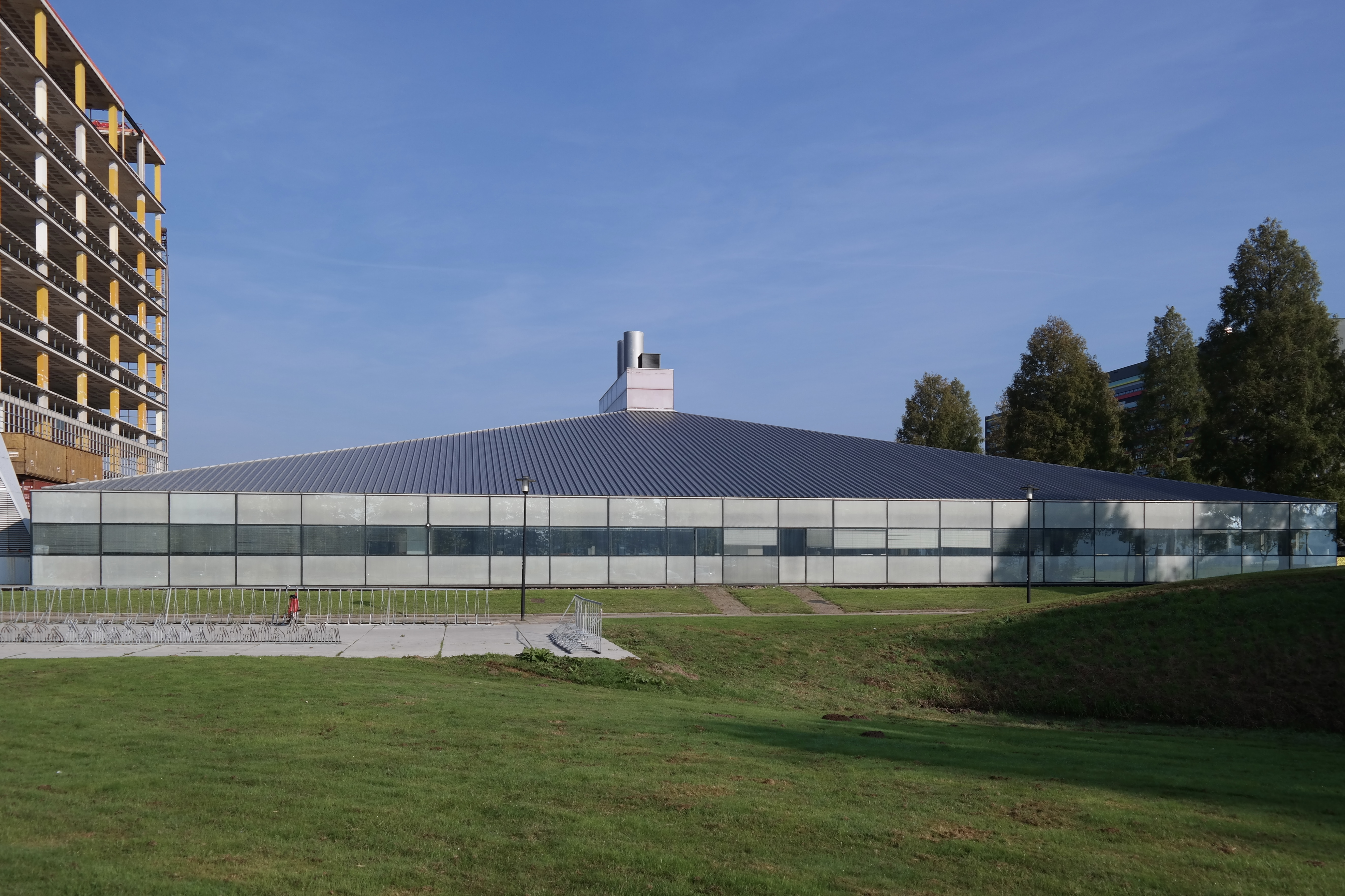
FSB laboratorium en onderwijscentrum, Universiteit Utrecht

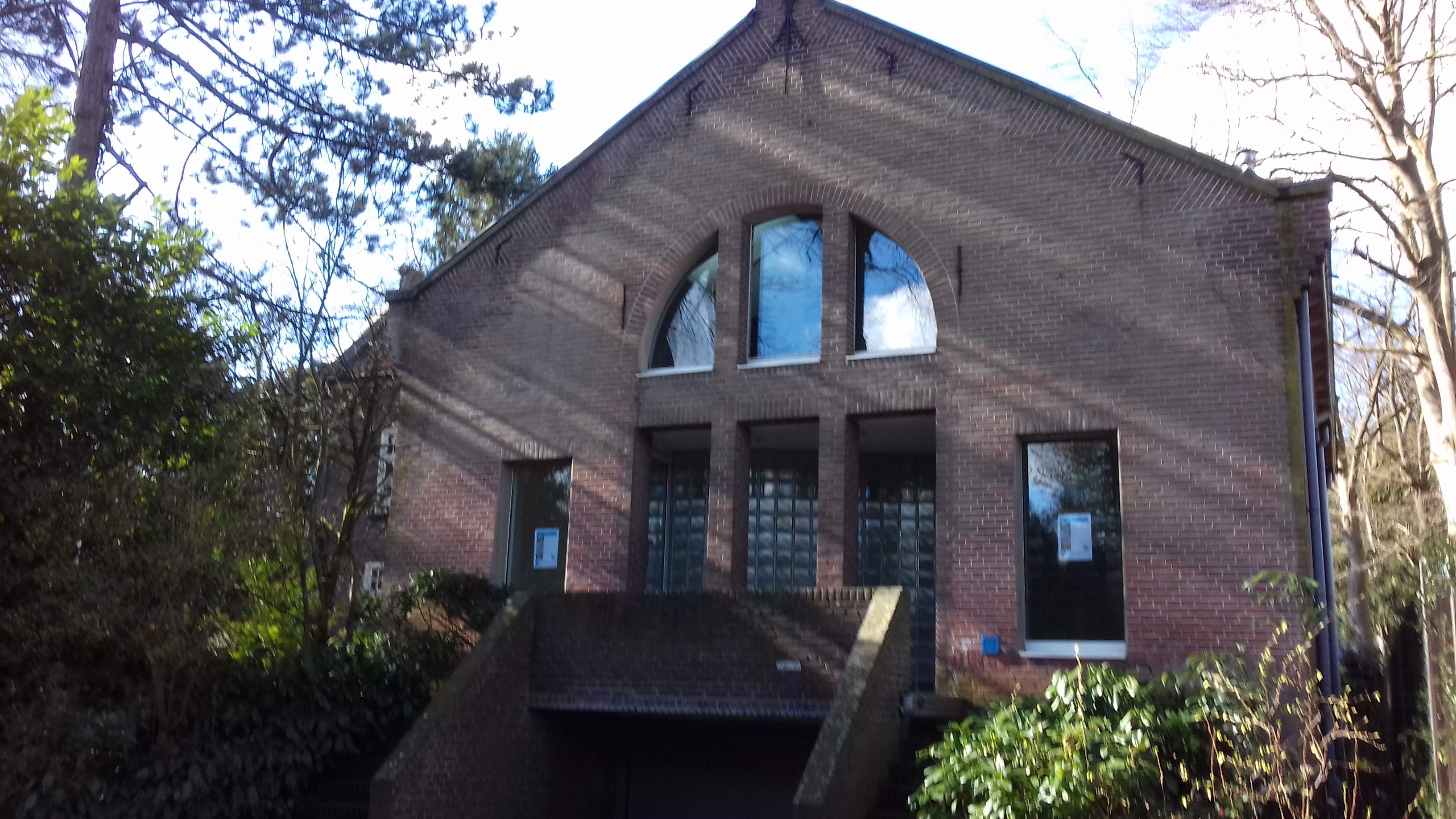
Huis Unger

### Architectuur
- 2001 Centrum voor Kunst & Cultuur (CKC), Zoetermeer
- 2000 Renovatie Hoofdkantoor Nationaal Kadaster, Apeldoorn
- 2001 Domus Cornelia, in voormalig waterzuiveringsgebouw, fam. Swaak, Bloemendaal
- 1999 Pleinontwerp met verlichtingsontwerp, Gemeente Leiden (niet uitgevoerd)
- 1999 De Gruitpoort, Centrum voor Kunstzinnige Vorming, Doetinchem
- 1997 Plan uitbreiding Tweede Kamer Den Haag, meervoudige opdracht (niet uitgevoerd)
- 1997 De Berckepoort, Dordrecht
- 1995 Mariniersmuseum, Rotterdam
- 1995 Appartementen Pieterskerkhof, Utrecht
- 1995 Zendmast KNSM-eiland, Amsterdam
- 1994 Firma Verder, kantoor en bedrijfshal te Haan, Duitsland
- 1994 Gemeentehuis Almelo, renovatie en interieur
- 1992 Van Schijndelhuis,[6] Utrecht
- 1992 Villa Hof, Amersfoort
- 1992 Koorenhuis|Het Koorenhuis, Den Haag
- 1991 Stadsschouwburg Breda (plan)
- 1991 Ethologie-station Rijksuniversiteit Utrecht, gebouw voor gedragsobservatie bij dieren
- 1990 FSB laboratorium en onderwijscentrum Rijksuniversiteit, Utrecht
- 1990 Oudhof Effecten, kantoor Rokin 99, Amsterdam
- 1989 Luchtbrug Uithof, Rijksuniversiteit Utrecht
- 1988 Joods Historisch Museum, Amsterdam (prijsvraag)
- 1987 NIVEL kantoor, Nederlands Instituut Voor onderzoek van de Eerstelijns-gezondheidszorg , Utrecht
- 1987 'Holland in Vorm', tentoonstellingontwerp, Den Haag
- 1987 Aula Centraal Museum, Utrecht
- 1987 Inrichting openingstentoonstelling Centraal Museum, Utrecht
- 1987 Verbouwing artilleriestallen tot museumzalen, Centraal Museum Utrecht
- 1986 Lumiance, kantoren en bedrijfshal , Haarlem
- 1985 LOKV-kantoor, Landelijk Ondersteuningsinstituut voor Kunstzinnige Vorming, Utrecht
- 1981 Woonhuis Gerard en Marjan Unger, Bussum
- 1980 Woonhuis Bedaux, Utrecht
- 1970 Kargadoor, Utrecht

### Vormgeving
- 1963 Driekantig krukje
- 1963 Kinderstoeltje
- 1979 Work, hanglamp
- 1979 Slack, staande lamp, uplighter
- 1981 Delta vaas[2]
- 1981 Bishop, tafellamp
- 1982 Tafelschragen en houten Zevenstoel
- 1984 Kantinetafels LOKV met blauwe Zevenstoel
- 1984 Shofloat, wandlamp
- 1986 Tough & Co, glasservies
- 1992 Boekenplanken
- 1996 Stapelstoel Fulfil
- 1996 Gouden muizentrap armband